# حباب دات-کام

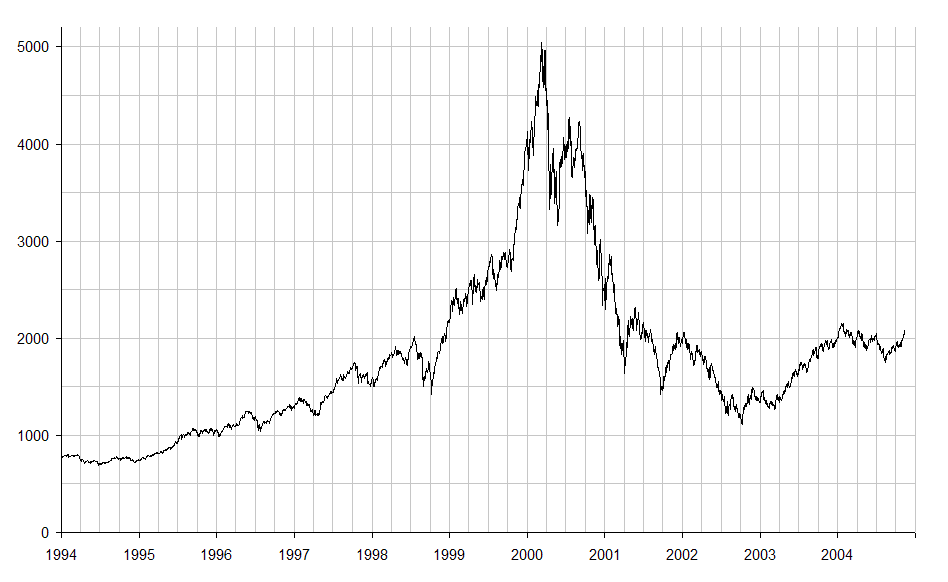
روند شاخص نزدک در حباب دات-کام

حباب دات-کام (به انگلیسی: Dot-com Bubble) یک حباب اقتصادی در خلال سالهای ۱۹۹۵ تا ۲۰۰۰ میلادی بود (که در ۱۰ مارس ۲۰۰۰ با رسیدن شاخص نزدک به ۵۱۳۲٫۵۲ به اوج رسید) که در طی آن بازارهای بورس سهام کشورهای صنعتی دنیا شاهد رشد سریع ارزش مالی‌شان بودند که از رشد بخش اینترنت و شاخه‌های مرتبط با آن ناشی می‌شد.
از مشخصه‌های این دوره تأسیس (که در بسیاری موارد به ورشکستگی انجامید) گروه جدیدی از شرکت‌های بر پایه‌ی اینترنت بود که به‌طور کلی به آنها شرکت دات-کام گفته می‌شد. بسیاری از شرکت‌ها دریافته بودند که اگر یک پیشوند «-e» به ابتدای نام خود یا یک پسوند «دات کام» به انتهای نام خود بیافزایند، بهای سهام آن‌ها در بازار افزایش می‌یابد.
در طول بحران دات کام، بسیاری از شرکت‌های خرید آنلاین، به ویژه Pets.com، Webvan، و Boo.com، و همچنین چندین شرکت ارتباطی، مانند Worldcom، NorthPoint Communications، و Global Crossing ورشکسته و تعطیل شدند. همچنین شرکت‌های بزرگ‌تری مانند آمازون و سیسکو بخش‌ زیادی از ارزش بازار خود را از دست دادند.